# 스플라인 보간법
스플라인 보간법(Spline Interpolation)은 전체 구간을 소구간별로 나누어 저차수의 다항식으로 매끄러운 함수를 구하는 방법이다. 구간별 다항식 보간법(Piecewise Polynomial Interpolation) 이라고도 한다. 보간법의 내재적인 오류를 최소화할 수 있다는 점에서 모든 데이터를 한번에 취해 하나의 다항식을 만드는 다항식 보간법보다 더 선호된다. 또한 보간법으로 산출된 값이 실제 값을 중심으로 진동하는 현상인 룽게 현상으로부터 자유롭다는 장점이 있다.

## 특징
국소적으로 급격히 변하는 함수의 거동에 우수한 근사를 제공한다. 허나 너무 높은 차수의 다항식으로 근사할 경우 과적합 문제가 발생할 수 있으며 계산량이 증가하기 때문에 적절히 낮은 차수의 다항식으로 제시된다.

## 조건
n개의 데이터점, {\displaystyle (n-1)}개 소구간, 각 소구간 {\displaystyle i}, 소구간별 스플라인 함수 {\displaystyle s^{i}}가 주어질 때, 보간된 함수는 다음의 조건을 만족해야한다.
- 각 소구간에서 보간점이 정의될 수 있어야 한다.
- 각 소구간에서 (n-1)차 연속 미분가능해야 한다.
- 각 소구간에서 n차 다항식으로 표현 가능하다.

## 같이 보기
- 비균일 유리 B-스플라인